# Alexander Russell (compositeur)
George Alexander Russell Jr (né le 2 octobre 1880 à Franklin et mort en 1953) est un compositeur et organiste américain et le directeur du département de musicologie de l'université de Princeton pendant 20 ans. On se souvient surtout de lui comme de l'impresario d'orgues qu'il a longtemps été pour les grands magasins Wanamaker (aujourd'hui Macy's).

## Biographie

### Enfance, formation et début de carrière
Fils d'un ministre presbytérien, il reçoit sa première leçon de piano à l'âge de dix ans, de sa mère qui est une musicienne accomplie.
Il s'inscrit à l'université de Syracuse à l'âge de 16 ans et obtient son diplôme avec les plus hautes distinctions en 1901. Ses professeurs sont George A. Parker (orgue), Adolf Frey (piano) et William Berwald (composition). 
En 1906, il se rend en Europe pour étudier à Berlin et à Paris. Le piano avec Leopold Godowsky, avec qui il acquiert une technique nouvelle, il se dirige ensuite vers Harold Bauer puis l'orgue, la composition, l'orchestration et la fugue avec Charles-Marie Widor.  Par ailleurs, Edgar Stillman Kelley, un Américain résidant alors à l'étranger, l'encourage à devenir compositeur à part entière, ce qu'il décide sur ses conseils.  
En 1908, Russell fait ses débuts de pianiste concertiste en Europe. De retour en Amérique à l'automne, il fait des tournées dans le pays en tant que pianiste solo ou en duo avec d'autres artistes dont le ténor Reinald Werrenrath, la soprano Florence Hinkle et son futur collègue à l'université de Princeton, John Barnes Wells. Russell choisit l'enseignement. il est nommé à l'université de Syracuse et de Princeton et pendant les quatre années suivantes, il est professeur de piano et d'orgue, tout en assumant la fonction d'organiste dans plusieurs églises locales.

### Au service des magasins Wanamaker
Le 31 mai 1910, Russell est nommé directeur des concerts et organiste du magasin Wanamaker de New York. Outre les récitals quotidiens à l'orgue Austin du magasin Wanamaker, il supervise également la vente d'instruments de musique, notamment de pianos et l'organisation de spectacles musicaux par les employés et des groupes extérieurs.
À une époque marquée par un racisme virulent aux États-Unis, Russell est un partisan de la musique et des musiciens afro-américains. En février 1914, il accompagne à l'orgue des chansons folkloriques. La chorale de 25 voix d'employés noirs, sous la direction de la musicienne afro-américaine Daisy Tapley est soutenue par un orchestre de 30 musiciens noirs. Russell consacre également les concerts de la Semaine Lincoln à la musique afro-américaine. 
En février 1917, le Wanamaker Colored Chorus, composé d'employés noirs du magasin Wanamaker, interprète une nouvelle fois des chants folkloriques négro-américains. On retrouve Will Marion Cook et R. Nathaniel Dett, assistés par la pianiste Ethel Richardson mettant à l'honneur des pièces de Samuel Coleridge-Taylor. Pendant cette période, Alexander Russell fait la connaissance du jeune virtuose Charles Marie Courboin, avec qui il collabore. Ensemble, ils jouent au concert inaugural des grandes orgues du Wanamaker Store de Philadelphie en 1919. À la suite de ce programme, Russell devient responsable des grands concerts d'orgue dans les magasins Wanamaker de New York et de Philadelphie. L'organiste est chargé d'organiser le récital de gala après les heures d'ouverture pour l'inauguration du nouvel orgue Wanamaker (Philadelphie) considérablement agrandi, qui compte désormais 17 000 tuyaux et reste le plus grand instrument du monde. Il choisit Charles Marie Courboin et Leopold Stokowski alors à la baguette de l'Orchestre de Philadelphie pour se produire. Le concert est un grand succès, attirant un public de 12 000 à 15 000 auditeurs. Il conduit à la formation du Wanamaker Concert Bureau, dirigé par le Dr Russell.
Le comportement plein de tact de Russell lui permet de se mouvoir facilement dans les cercles patriciens et musicaux. Sa vision, sa diplomatie et sa nature effacée, ainsi que sa capacité à obtenir le soutien de la famille Wanamaker, lui a permis de remporter un brillant succès et d'exercer une influence considérable sur les programmes musicaux. Cela lui a également permis, avec l'aide de son associé Bernard Laberge, d'attirer les plus importantes pointures du monde organistique. Parmi eux figurent : Marcel Dupré, Louis Vierne, Marco Enrico Bossi, Alfred Hollins, Marcel Lanquetuit, Nadia Boulanger, George Cunningham et Fernando Germani. Le Wanamaker Concert Bureau du Dr Russell ont organisé des récitals dans l'est des États-Unis, tandis que M. Laberge a fait de même pour l'ouest des États-Unis et le Canada.
Alexander Russell participe également à la création de la cloche commémorative du fondateur John Wanamaker et de The Cappella, la vaste collection d'instruments à cordes rares de Rodman Wanamaker.
Après la faillite des grands concerts de Wanamaker à la suite du décès de Rodman Wanamaker en 1928, M. Laberge poursuit les concerts d'orgue. Cette organisation existe toujours sous le nom de Karen McFarlane Concert Artists, Inc. Les plus grands organistes français s'y produisent : Daniel Roth, Thierry Escaich, Vincent Dubois...

### L'université de Princeton
Russell est pendant 20 ans (1917-1935) le directeur du département de musicologie de l'université de Princeton. Il est également nommé organiste résident de l'orgue Aeolian à 4 claviers du Proctor Hall, offert en 1916 par Henry Clay Frick. L'Aeolian est retiré en 1963 et remplacé par un instrument à deux claviers. 
Dans les années 1920, Russell préside un comité qui a conçu l'orgue Ernest M. Skinner à quatre claviers de la chapelle de l'université de Princeton, conçue par Ralph Adams Cram. La chapelle a une capacité d'accueil de 2 000 places.
Enfin, Russell est choisi pour jouer aux funérailles de Thomas Edison en 1931.

### Compositeur
Pendant ses vacances sur les bords du Saint-Laurent, au Canada, il compose une suite de quatre pièces d'orgue intitulée St Lawrence Sketches : 
- The Citadel at Quebec
- The Bells of St Anne de Beaupré
- Song of the Basket Weaver
- Up The Saguenay.

### Décorations et diplômes
L'université de Syracuse lui décerne les diplômes de bachelor of Arts et doctorat de musique en 1921, suivi en 1929 d'un doctorat en pédagogie du College-Conservatory of Music de l'université de Cincinnati. Il est également nommé chevalier de l'ordre de la Couronne de Belgique en 1932.

## Héritage
C'est au Dr Russell que revient le mérite d'avoir obtenu le patronage des dirigeants Wanamaker pour les multiples concerts élaborés dans les magasins de New York et de Philadelphie entre 1919 et la mort de Rodman Wanamaker en 1928. Grâce à son action, un certain nombre d'artistes européens importants ont été introduits en Amérique. 
L'organiste a également joué un rôle important auprès des facteurs d'orgue américains pour la construction et le relevage des instruments. Ses papiers, y compris des œuvres inédites, sont conservés par l'université de Syracuse, dans la ville où il est enterré aux côtés de sa femme.